# سلیمان ماحوزی
ابوالحسن سلیمان بن عبدالله ماحوزی بحرانی (زاده: ۱۵ رمضان ۱۰۷۵ قمری، روستای دونج از ماحوز در بحرین - درگذشت:۱۱۲۱ قمری، بحرین) فقیه، محدث، خطیب و شاعر شیعه قرن یازدهم هجری بود.

## زندگی
شیخ ابوالحسن سلیمان بن عبداللَّه بن علی بن حسن بحرانی ماحوزی، معروف به محقق بَحرانی از بزرگان علمای امامیه در نیمه رمضان ۱۰۷۶ ق به دنیا آمد. او در علم حدیث، رجال، تاریخ و سیره تبحُّر داشت. سید هاشم بحرانی صاحب تفسیر برهان و شیخ احمد بحرانی از تلامذه او بودند.
وی در ۷ سالگی حافظ کل قرآن و در ده سالگی تحصیل را آغاز کرد و برای ادامه تحصیل به اصفهان و شیراز آمد. وی در اصفهان به جمع شاگردان مجلسی پیوست.
وی در ۱۷ رجب ۱۱۲۱ در ۴۶ سالگی درگذشت.

## اثرها

نمونه نوشته رساله شمسیه محقق بحرانی

تألیفات وی حدود ۱۲۰ اثر شمارش شده‌است، در علوم مختلف مثل کلام، فلسفه، ادبیات، لغت، فقه، اصول، منطق و رجال دارد. تألیفات وی در رجال و درایه ۲۱ جلد است.
از کتب رجالی وی به معراج اهل الکمال الی معرفة الرجال می‌توان اشاره کرد. وی ار نویسندگان چهل حدیث است. از جمله آثار وی:
- رساله شمسیه (شرح حدیث رد الشمس)
- الاشارات فی الکلام
- الشفاء فی الحکمة النظریه
- المعراج